# Эдуарду Гомеш (аэропорт)
Международный аэропорт Манаус имени Эдуарду Гомеша (порт. Aeroporto Internacional de Manaus - Eduardo Gomes) (Код ИАТА: MAO) — главный аэропорт, обслуживающий город Манаус, Бразилия. Назван в честь бразильского политического и военного деятеля, маршала авиации Эдуарду Гомеша (1896—1981).
В 2009 году аэропорт занимал 14-е место с точки зрения пропускной способности, 19-е с точки зрения эксплуатаций самолётов, и 3-е с точки зрения груза, обработанного в Бразилии, тем самым аэропорт Эдуарду Гомеш находится среди самых загруженных аэропортов страны.
Управляется компанией Infraero.

## История

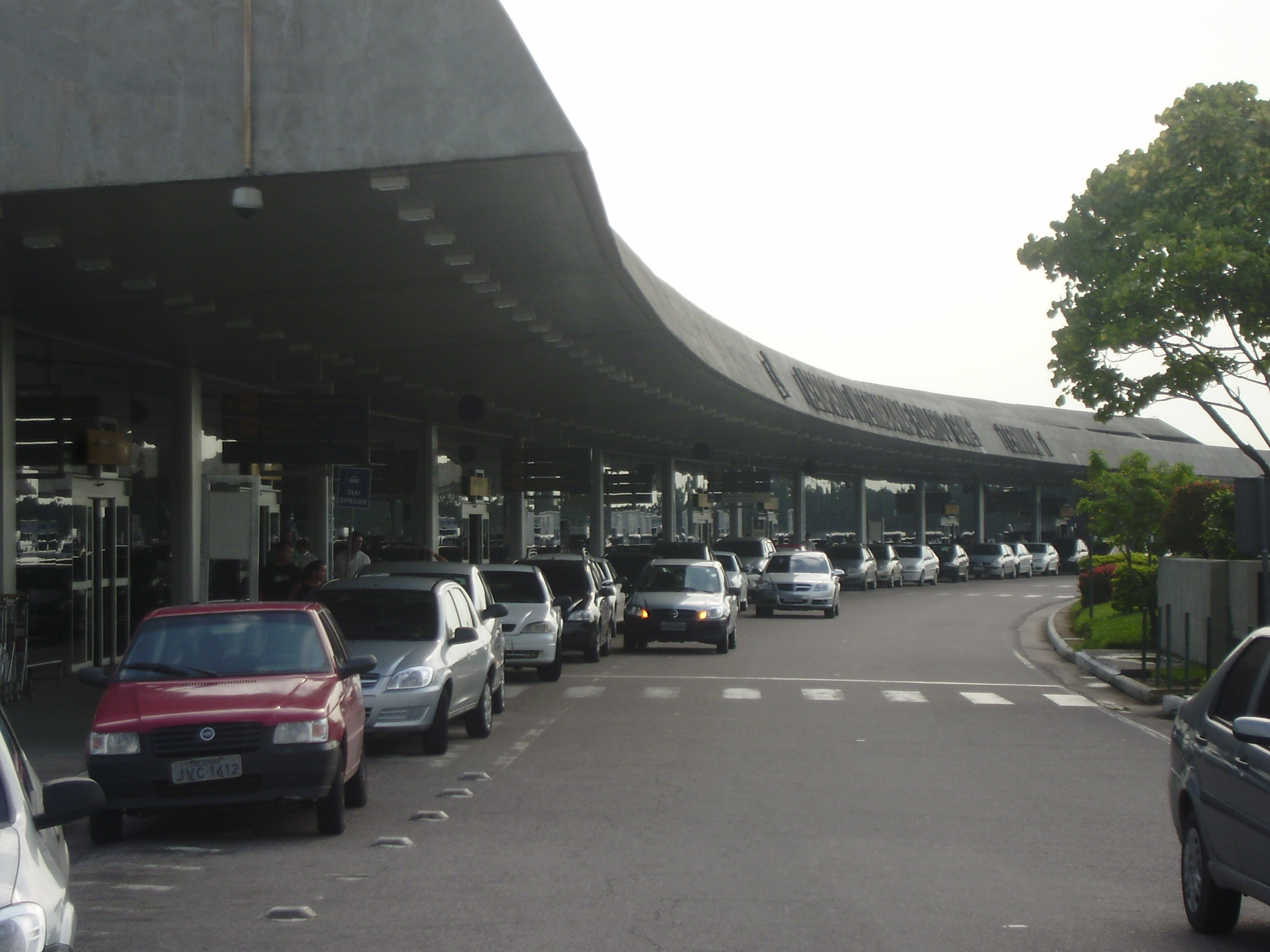
Терминал 1, вид вблизи

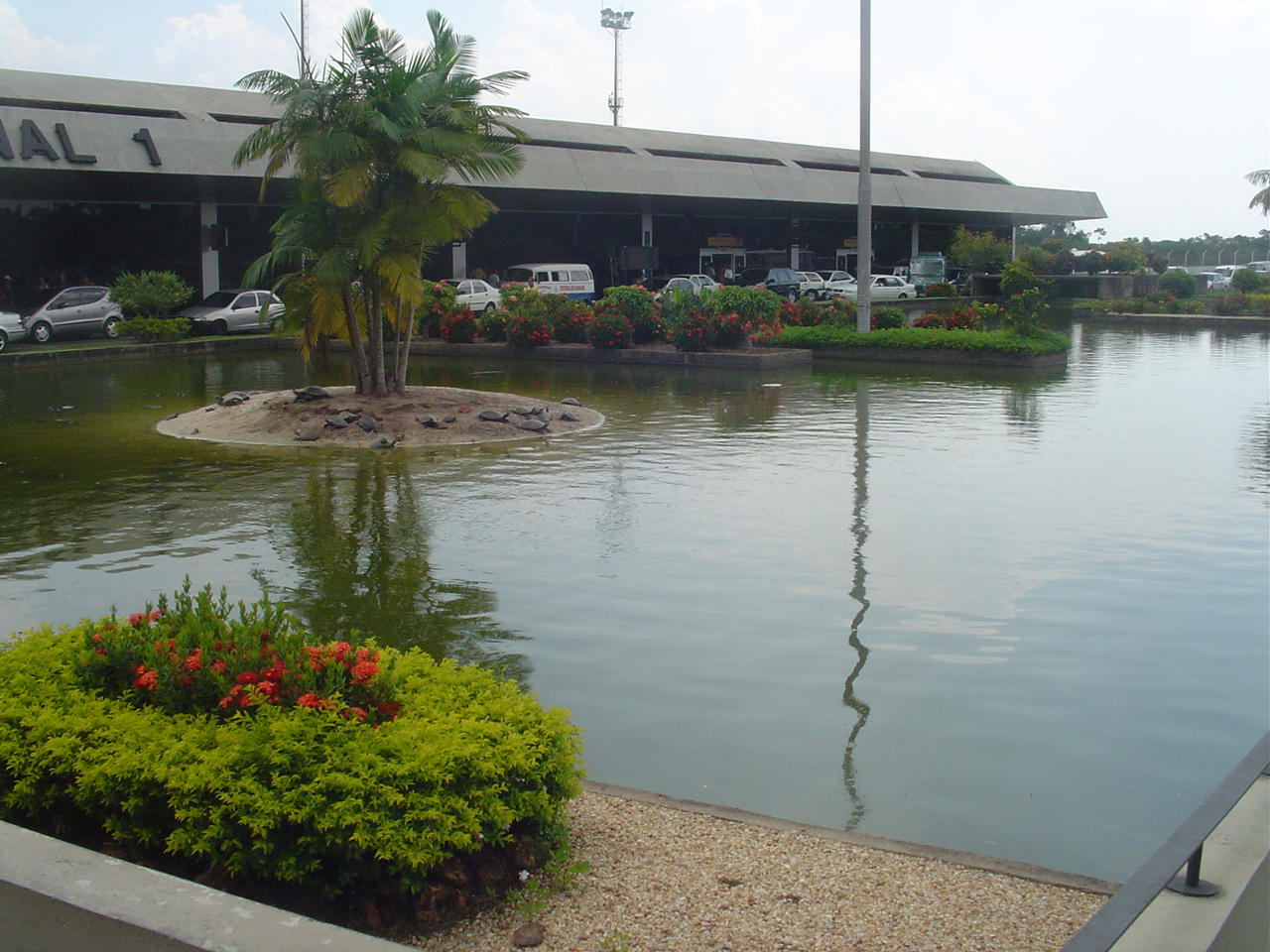
Терминал 1, вид издали

Международный аэропорт имени Эдуарду Гомеша заменил первый аэропорт Манауса — аэропорт Понта Пелада. Сегодня аэропорт Понта Пелада является авиационной базой ВВС Манауса, в которой выполняются исключительно военные операции.
Строительство аэропорта началось в 1972 году, и спустя 4 года аэропорт был официально открыт 31 марта 1976 года, став к тому времени самым современным аэропортом в Бразилии и первым в Бразилии, способным работать с телескопическим трапом.
Первым самолётом, который совершил посадку в аэропорту, был военный De Havilland Canada DHC-5 Buffalo. Первый обычный рейс совершил Boeing 737—200 бразильской авиакомпании Serviços Aéreos Cruzeiro do Sul и первый международный обычный рейс Boeing 747—100 авиакомпании Air France, летящий из Международного аэропорта Шарль де Голль и аэропорта Кайенна-Рошамбо и приземлившимся в международном аэропорту Хорхе Чавес в Лиме.
У аэропорта есть два пассажирских терминала. Терминал 1 принимает внутренние и международные рейсы, а Терминал 2, также известный как «Эдуардиньу» (на португальском языке: маленький Эдуарду), открытый 12 марта 1985 года, принимает региональные рейсы и работает с гражданской авиацией.
Для обработки груза в аэропорту имеется три терминала, которые были открыты в 1976, 1980 и 2004 годах. Общая площадь терминалов составляет 49 000 м² и могут обработать до 12 000 тонн груза в месяц. Терминалы I и II используются для экспорта, а терминал III для импорта.
Около аэропорта расположено управление воздушным движением под названием Cindacta IV (Centro Integrado de Defesa Aérea e Controle de Tráfego Aéreo) и центр ПВО, секция 4.

## Авиалинии и направления

### Внутренние рейсы
| Авиалинии | Назначения |
| --------- | --- |
| AZUL      | Кампинас, Гояния (с сентября), Рио-де-Жанейро (Сантос-Дюмон) (с сентября). |
| GOL       | Белен, Бразилиа, Боа-Виста, Кампу-Гранди, Куритиба, Куяба, Крузейру-ду-Сул, Форталеза, Фос-ду-Игуасу, Сантарен, Сан-Луис, Порту-Алегри, Порту-Велью, Ресифи, Рио-де-Жанейро (Рио-де-Жанейро/Галеан и Сантос-Дюмон), Риу-Бранку, Сан-Паулу (Конгоньяс/Сан-Паулу и Сан-Паулу/Гуарульос), Салвадор и Витория.                                                                        |
| RICO      | Борба, Коари, Мауэс и Маникоре. |
| TAM       | Аракажу, Бразилиа, Белен, Боа-Виста, Кампу-Гранди, Куритиба, Форталеза, Гояния, Порту-Алегри, Рио-де-Жанейро (Рио-де-Жанейро/Галеан), Ресифи, Сан-Паулу (Конгоньяс/Сан-Паулу и Сан-Паулу/Гуарульос), Сан-Луис, Сантарен и Салвадор. |
| TRIP      | Алтамира, Арагуаина, Белен, Белу-Оризонти (Танкреду Невес), Барселус, Парауапебас (Каражас/Парауапебас), Коари, Куритиба, Крузейру-ду-Сул, Эйрунепе, Умайта, Итайтуба, Жи-Парана, Лабреа, Паринтинс, Порту-Тромбетас, Порту-Велью, Риу-Бранку, Салвадор, Санта-Изабел-ду-Риу-Негру, Сантарен, Сан-Габриел-да-Кашуэйра, Сан-Паулу (Сан-Паулу/Гуарульос), Тефе, Табатинга, Тукуруи. |

### Международные рейсы
| Авиалинии         | Назначения                  |
| ----------------- | --------------------------- |
| Copa Airlines     | Панама                      |
| Delta Air Lines   | Атланта (до 29 января 2011) |
| Gol Linhas Aéreas | Порламар-Синт-Мартен        |
| TAM Linhas Aéreas | Майами                      |
| Insel Air         | Виллемстад (чартер)         |

## Общественный транспорт
Аэропорт находится в 14 км к северу от города Манаус.

## Будущие разработки
31 августа 2009 года Infraero представил план модернизации международного аэропорта Эдуарду Гомеш, сосредоточившись на приготовлениях к чемпионату мира по футболу 2014 года, который будет проходить в Бразилии. Таким образом будут вложены инвестиции в:
- Расширение перрона и существующей взлётно-посадочной полосы. Строительство второй взлётно-посадочной полосы. Стоимость 600,0 миллионов реалов. Завершение: июль 2013 года.
- Расширение и реконструкция пассажирского терминала. Стоимость 193,5 миллиона реалов. Завершение: декабрь 2013 года.